# Ескейп дъ Фейт
„Ескейп дъ Фейт“ е рок (пост хардкор) група от град Лас Вегас, щата Невада, САЩ, сформирана в Pahrump, Невада през 2004 г.
Дискографията им съдържа 5 студийни албума и 3 EP.

## История

### Сформиране и „Dying Is Your Lates Fashion“(2004 – 2006)
Всичко започнало, когато китаристът Монте получил първата си китара от дядо си. Той се преместил в друг град и нямал приятели и от скука започнал да свири. Постепенно му станало хоби и искал да си направи група. Тогава намерил Омар Еспиноса и Макс Грийн. Макс казал за Рони, че е страхотен вокалист и тогава Рони им казал за Робърт Ортис.
Преди сформирането на Ескейп дъ Фейт, вокалистът Рони Радке, басистът Макс Грийн, барабанистът Робърт Ортис, китаристът Брайън „Монте“ Мани и Омар Еспиноса (също китарист), са били заедно в няколко групи. През септември 2005 г. Ескейп дъ Фейт печелят местен радио-конкурс, чиито съдии са били My Chemical Romance. Наградата за ETF е била да открият концерт на група, норечена Alkaline Trio и Reggie and the Full Effect. Тогава те са забелязани от Epitaph Records (Епитаф Рекърдс) и впоследствие сключват договор.
На 23 май 2006 г. групата издава първия си студиен албум, озаглавен „There's no Simpathy For The Death“. От него две песни по-късно са включени в цялостно завършения „Dying Is Your Latest Fashion“, излязъл на 26 септември 2006 г. Имало е времена, в които имало караници. Рони карал Макс да прави трудни сола, които той не можел да прави. Така постепенно започнали да се карат, но са се справили.

### Напускане на Омар Еспиноса и Рони Радке(2007 – 2008)
През 2007 г. по време на турнето Black On Black китаристът Омар Еспиноса напуска бандата. Рони твърди, че е защото Макс Грийн го е ударил в лицето, но това не е сигурно. По-късно основава бандата Perfect Like Me.
Рони Радке е помолен да напусне групата, след като е осъден на затвор за проблеми със закона, включващи наркотици и участие в борба, довела до смъртта на Майкъл Кук.
Макс Грийн казва: „Първо, ние не може да направим турне извън страната, а още по-малко извън щата“.
Рони Радке излиза от затвора на 15 декември 2008 г. Той е в нова група, наречена, Falling In Reverse. Предстои записването на нов албум и турне.

### „This War Is Ours“(2008 – 2010)
След отстраняването на Радке бившият вокалист на Blessthefall Крейг Мабит се присъединява към групата, за първи път като временно заместване, а след това като постоянен член.
„This War Is Ours“, вторият албум на групата, е издаден на 21 октомври 2008 г. Той включва сингли като „The Flood“, „Something“, и „10 Miles Wide“ и „This War Is Ours (The Guillotine II)“. Това е първият албум на Escape The Fate с участието на Крейг Мабит като вокалист.
За първи път турнето за „This War Is Ours“, Escape The Fate е завършено успешно.
По-късно групата започва турне „This War Is Ours“ и се включват в концерти на „Attack!Attack!“, „Burn Halo“, „William Control“ и „Black Tide“.
През 2010 г. Епитаф Рекърдс съобщава, че ще преиздадат „This War Is Ours“ в CD/DVD формат. СD форматът включва две нови песни „Bad Blood“ и „Behind the Mask“, акустична версия на „Harder Than You Know“ и ремикс на „This War Is Ours (The Guillotine II)“, който се казва „This War Is Mine“, ремиксиран от Шон Крахан. DVD форматът включва документална част и части зад сцените от турнето им в Европа както музикално видео за „This War Is Ours (The Guillotine II)“, „Something“, „The Flood“, и „10 Miles Wide“. Албумът е представен на 27 април 2010 г.

### „Escape the Fate“(2010 – 2012)
Escape the Fate започват да записват третият си албум в началото на 2010 г., който в крайна сметка става едноименен „Escape the Fate“, и е представен през ноември 2010 г. За тази цел бандата напуска Епитаф и подписва с Интерскоп и Дон Гилмор. Макс Грийн казва: „Този албум е лечение за модерните дни и епидемията от музика. Ние ще пренапишем рок музиката такава каквато я познавате“. Албумът съдържа четири сингъла „Massacre“, „Issues“, „City of Sin“ и „Gorgeous Nightmare“.

### „Ungrateful“, напускането и завръщането на Макс Грийн и промените(2012 – 2014)
В средата на декември 2011 г. групата се завръща в студиото да запише техният четвърти студиен албум, който ще е продуциран от Джон Фелдман.
Групата планира да започне записите по албума през февруари 2012 г. Мабит коментира, че тъй като ще записват отново с Джон Фелдман, с който са работили върху втория си албум, той ще звучи като „This War Is Ours“ и ще съдържа елементи от едноименния им албум. Той по късно също разкрива, че ще започнат турне „This World Is Ours Tour“ в Южна Америка заедно с Attack Attack!, подкрепяни също и от The Word Alive и Mest. Турнето ще бъде продължено в Съединените щати и Канада. На 7 февруари те съобщиха, че ще работят с вокалиста на Fall Out Boys, Патрик Стъмп. По-късно добавиха, че ще направят песента „Painting“ заедно, която в албума ще бъде кръстена „Picture Perfect“.
На 4 март 2012 г. Макс Грийн чрез неговият Twitter посочва, че повече не е част от Escape the Fate. Той не съобщава никакви специфични причини за неговото напускане, но добавя, че е заради музикални и лични различия.

### Промени в състава и настоящи събития(от 2014 г.)
На 9 май 2014 г. Макс Грийн обявява своето второ напускане от групата казвайки, че вече не усеща същата страст като преди с бандата. Три дена след това на 12 май той се присъединява към сегашната банда на бившия им вокалист Рони Радке, Falling In Reverse. Робърт Ортис остава последният оригинален член в състава.

## Състав
| Настоящи членове - Крейг Мабит – вокали (от 2008 г.) - Кевин „Трашър“ Гръфт – соло китара, беквокали (от 2013 г.), бас (от 2015 г.) - Томас „Ти Джей“ Бел – ритъм китара, беквокали (от 2013 г.), бас китара (2012 – 2013, и от 2015 г.) - Робърт Ортис – барабани, перкусии (от 2004 г.) |  | Предишни членове - Карсън Алън – клавири, синтезатор, вокали (2005 – 2006) - Омар Еспиноса – ритъм китара (2004 – 2007) - Рони Радке – вокали (2004 – 2008) - Брайън „Монте“ Мани – соло китара, клавири, беквокали (2004 – 2013) - Майкъл Мани – ритъм китара (2012 – 2013) - Макс Грийн – бас, беквокал (2004 – 2012, 2013 – 2014) |

## Дискография

### Студийни албуми
- „Dying Is Your Latest Fashion“ (2006)
- „This War Is Ours“ (2008)
- „Escape the Fate“ (2010)
- „Ungrateful“ (2013)
- „Hate Me“ (2015)

### EP-та и демота
- „Escape The Fate“ EP (2005) (нереализиран)
- „There's No Sympathy for the Dead“ (2006)
- „Situations“ EP (2007)
- „Issues Remixes“ EP (2011)

## Видеография
- „Not Good Enough for Truth In Cliché“ (демо версия)
- „There's No Sympathy for the Dead“
- „Not Good Enough for Truth In Cliché“ (официалин клип)
- „Situations“
- „The Flood“
- „Something“
- „10 Miles Wide“
- „This War is Ours“
- „Issues“
- „City of Sin“
- „Gorgeous Nightmare“
- „Ungrateful“
- „You're Insane“
- „One for the Money“
- Picture Perfect